# توماس فيلالبا
توماس فيلالبا (بالإسبانية: Tomás Villalba) (و. 1805 – 1886 م) هو رجل أعمال من الأوروغواي .